# Chim nước

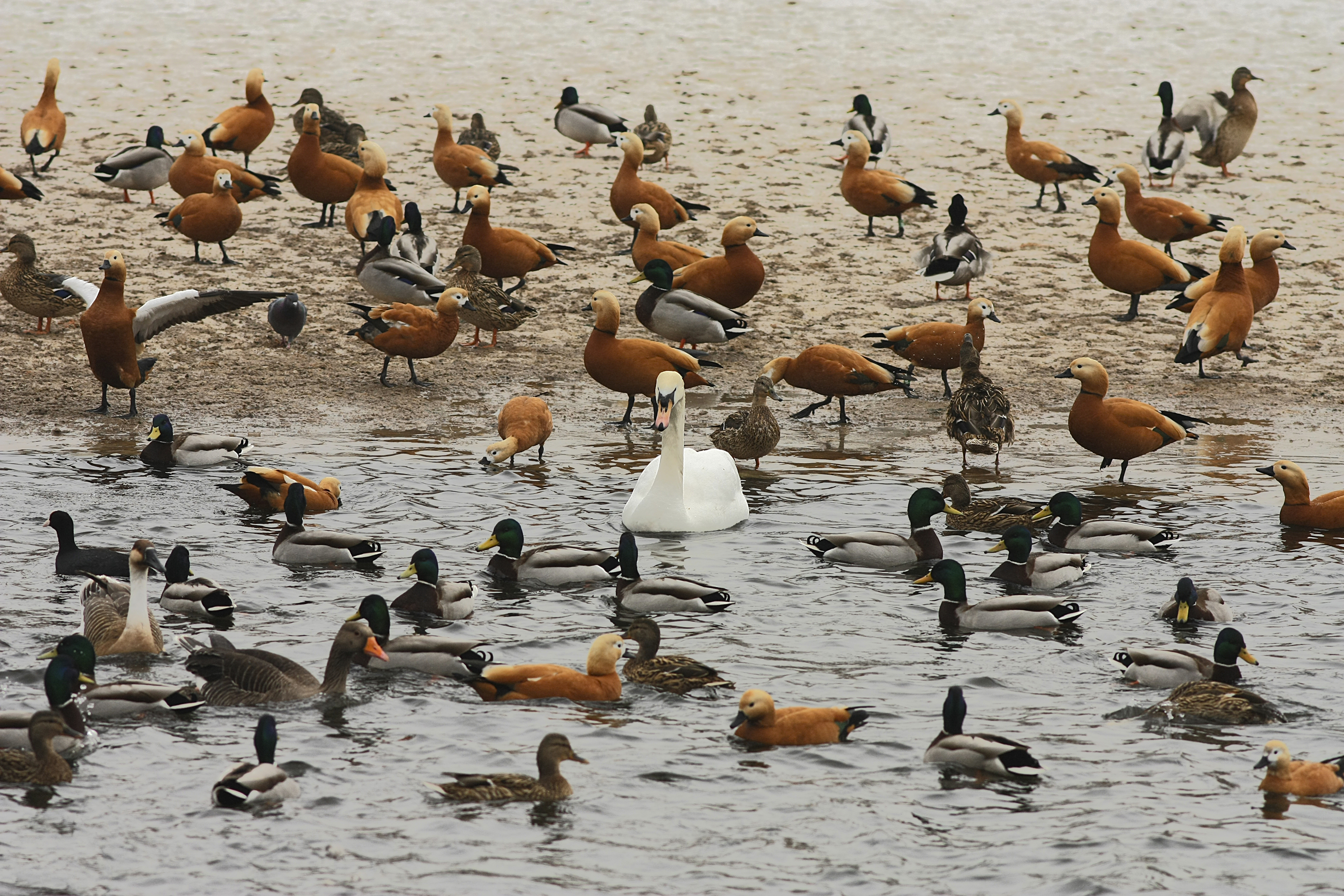
Một số loài chim nước trong hình: vịt, ngỗng, thiên nga

Thuật ngữ chim nước hoặc chim thủy sinh (không nên nhầm lẫn với chim lội) được dùng để chỉ những con chim sống trên bề mặt hoặc xung quanh nước. Một số định nghĩa áp dụng thuật ngữ này đặc biệt đối với các loài chim sống trong môi trường nước ngọt, mặc dù các định nghĩa khác không phân biệt với các loài chim sống trong môi trường biển. Ngoài ra, một số loài chim nước sống trên cạn hoặc dưới nước nhiều hơn những loài khác, và sự thích nghi của chúng sẽ thay đổi tùy thuộc vào môi trường của chúng. Những thích nghi này bao gồm chân có màng, mỏ và chân thích nghi với thức ăn trong nước và khả năng lặn từ bề mặt hoặc từ không khí để bắt con mồi trong nước. 
Thuật ngữ chim thủy sinh đôi khi cũng được sử dụng trong bối cảnh này. Một thuật ngữ liên quan có ý nghĩa hẹp hơn là chim nước. Một số chú chim mồi, chẳng hạn như ó cá và đại bàng biển, mất con mồi từ nước nhưng không được coi là loài chim nước. Thuật ngữ chim nước cũng được sử dụng trong bối cảnh bảo tồn để chỉ bất kỳ loài chim nào sinh sống hoặc phụ thuộc vào các vùng nước hoặc vùng đất ngập nước. Ví dụ về việc sử dụng này bao gồm Thỏa thuận về Bảo tồn Chim nước di cư Á-Âu (AEWA) và Khu bảo tồn Chim nước Wallnau.
Một số ví dụ về chim nước là:
- Chim biển (chim biển, như chim cánh cụt và mòng biển)
- Shorebirds (lội, họ Charadriiformes)
- Anseriformes, còn được gọi là chim nước (vịt, ngỗng, thiên nga, ngỗng magpie, chim én)
- Grebes (họ PodIDIAediformes)
- Loons (họ Gaviiformes)
- Ciconiiformes (cò, diệc, diệc bạch, cò quăm, muỗng và những loài khác)
- Pelecaniformes (bồ nông và những loài khác)
- Chim hồng hạc (họ Phoenbestiformes)
- Một số thành viên của trật tự bộ sếu (bao gồm cả sếu và họ gà nước, crakes, coots và moorhens)
- Chim bói cá (chủ yếu là bói cá nước, đôi khi là bói cá sông và hiếm khi là sả)
- Một chi của chim sẻ, lội suối

## Xem thêm

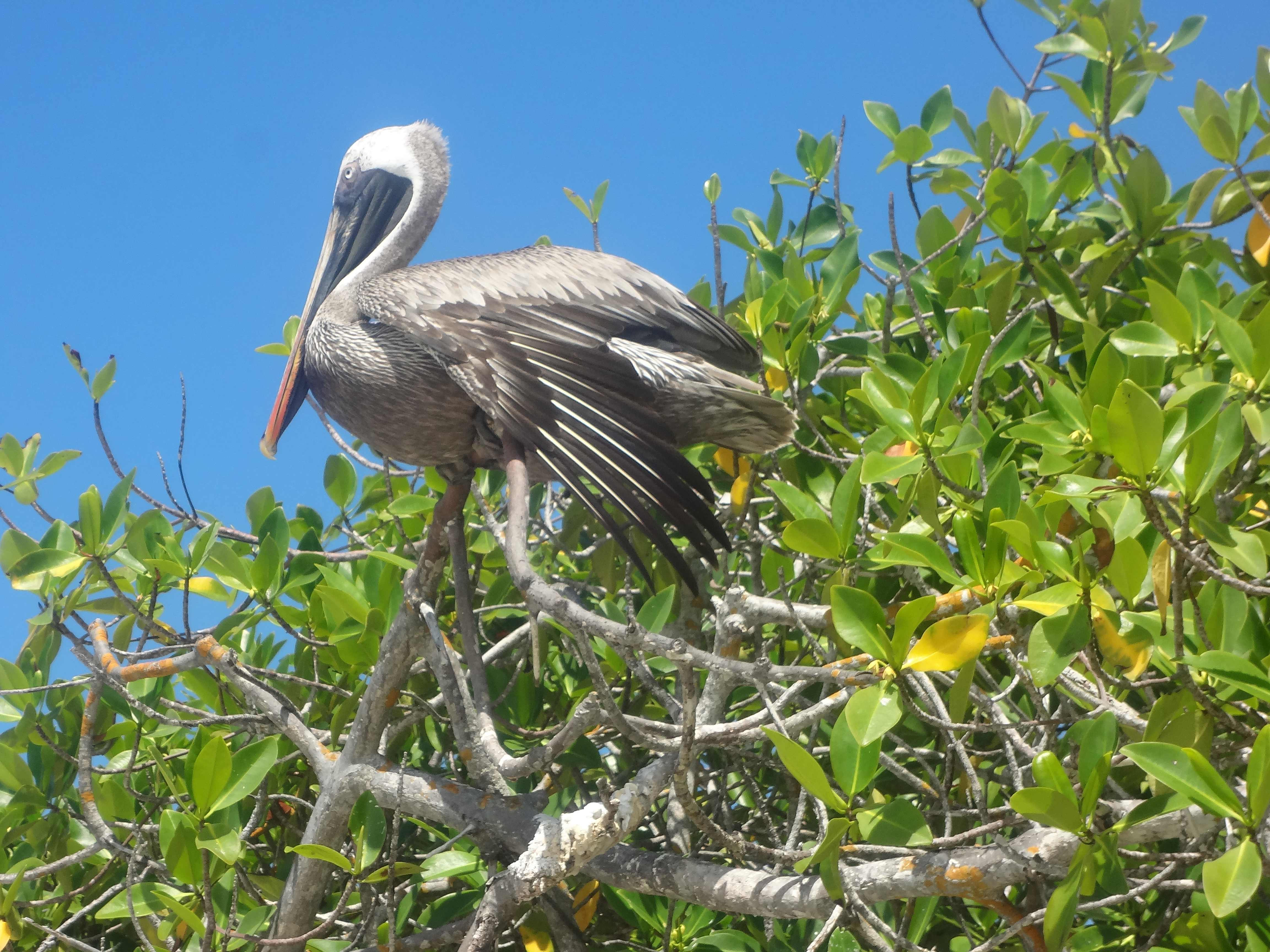
Pelecanus mystidentalis, Vịnh Tortuga, Đảo Santa Cruz, Galápagos